# 27-й Вирджинский пехотный полк
27-й Вирджинский пехотный полк (англ. The 27th Virginia Volunteer Infantry Regiment) — пехотный полк, набранный в штате Вирджиния для армии Конфедерации во время Гражданской войны в США. Он сражался почти исключительно в составе Северовирджинской армии, как один из полков «Бригады каменной стены».
27-й Вирджинский был сформирован в мае 1861 года. Его роты набирались в округах Эллени, Рокбридж, Монро, Гринбриер и Огайо. Полк состоял из восьми рот и вошёл в состав «Бригады каменной стены», где числился в бригадах Томаса Джексона, Ричарда Гарнетта, Виндера, Элиши Пакстона, Джона Уокера и Уильяма Терри. Первым командиром полка стал выпусквник вирджинского военного института, подполковник Джон Эчолс.
Летом 1862 года полк был задействован в первом сражении при Бул-Ране, где оборонял ключевую позицию — холм Генри.